# 多米尼克·科洛納
多米尼克·科洛納（法語：Dominique Colonna，1928年9月4日—2023年9月12日）出生於上科西嘉省科爾泰，是一名法國前職業足球運動員，司職龍門。科洛納曾入選法國國家隊，上陣13場，並是法國隊參加1958年世界盃的成員。

## 榮譽
尼斯
- 法甲冠軍：1956[1]

蘭斯
- 法甲冠軍：1958、1960及1962[1]
- 法國盃：1958[1]
- 法國超級盃：1958及1960[1]
- 歐洲聯賽冠軍盃亞軍：1959

## 外部鏈接
- Dominique Colonna （页面存档备份，存于）於法國足球總會（法語）
- 法国足球协会上的 多米尼克·科洛納 （法文） 存档于webarchive.org.